# Seth Berkley
Pour les articles homonymes, voir Berkley.
 (juin 2024).
La mise en forme du texte ne suit pas les recommandations de Wikipédia : il faut le « wikifier ».
Les points d'amélioration suivants sont les cas les plus fréquents. Le détail des points à revoir est peut-être précisé sur la page de discussion.
- Les titres sont pré-formatés par le logiciel. Ils ne sont ni en capitales, ni en gras.
- Le texte ne doit pas être écrit en capitales (les noms de famille non plus), ni en gras, ni en italique, ni en « petit »…
- Le gras n'est utilisé que pour surligner le titre de l'article dans l'introduction, une seule fois.
- L'italique est rarement utilisé : mots en langue étrangère, titres d'œuvres, noms de bateaux, etc.
- Les citations ne sont pas en italique mais en corps de texte normal. Elles sont entourées par des guillemets français : « et ».
- Les listes à puces sont à éviter, des paragraphes rédigés étant largement préférés. Les tableaux sont à réserver à la présentation de données structurées (résultats, etc.).
- Les appels de note de bas de page (petits chiffres en exposant, introduits par l'outil «  Source ») sont à placer entre la fin de phrase et le point final[comme ça].
- Les liens internes (vers d'autres articles de Wikipédia) sont à choisir avec parcimonie. Créez des liens vers des articles approfondissant le sujet. Les termes génériques sans rapport avec le sujet sont à éviter, ainsi que les répétitions de liens vers un même terme.
- Les liens externes sont à placer uniquement dans une section « Liens externes », à la fin de l'article. Ces liens sont à choisir avec parcimonie suivant les règles définies. Si un lien sert de source à l'article, son insertion dans le texte est à faire par les notes de bas de page.
- La présentation des références doit suivre les conventions bibliographiques. Il est recommandé d'utiliser les modèles {{Ouvrage}}, {{Chapitre}}, {{Article}}, {{Lien web}} et/ou {{Bibliographie}}. Le mode d'édition visuel peut mettre en forme automatiquement les références.
- Insérer une infobox (cadre d'informations à droite) n'est pas obligatoire pour parachever la mise en page.

Pour une aide détaillée, merci de consulter Aide:Wikification.
Si vous pensez que ces points ont été résolus, vous pouvez retirer ce bandeau et améliorer la mise en forme d'un autre article.
Seth Berkley, né en octobre 1956  à New York,  est un médecin, épidémiologiste médical américain et un défeneur du pouvoir des vaccins. Ancien patron de GAVI de 2011 à août 2021, il devient conseiller principal du Centre des pandémies de l'école de santé publique de l'Université de Brown .

## Biographie

### Formation
En 1978, Seth Berkley obtient un diplôme en sciences biologiques et un doctorat en médecine à l’École de médecine Alpert de l’Université Brown en 1981.  

### Carrière
De 1984 à 1986, Seth Berkley exerce comme épidémiologiste médical à Atlanta, en Géorgie. Il contribue à la gestion du système national de surveillance du syndrome du choc toxique et enquête sur une épidémie de fièvre pourpre brésilienne. En 1986, il rejoint le département de santé publique au Massachusetts pour son profil. Un an plus tard, Seth Berkley est nommé épidémiologiste au ministère de la Santé de l'Ouganda où il contribue à la mise en place du système de surveillance du VIH et à la validation de la définition clinique du SIDA pour l’Afrique.
Ensuite, il collabore avec la Fondation Rockefeller sur des programmes de santé publique en épidémiologie, vaccination, SIDA et santé reproductive. Il représente la Fondation aux réunions de l'Initiative pour un vaccin pour les enfants des Nations Unies remplacée par Gavi, l'Alliance du vaccin . 
Du chef de l’Initiative internationale pour un vaccin contre le sida (IAVI) basée à New York, il assure la direction de l'Alliance mondiale pour les vaccins et l'immunisation de 2011 en août 2023.

## Distinctions
Seth Berkley reçoit plusieurs distinctions pour ses services rendus dans la santé publique en Afrique et dans le monde :   
- 2022:  titre honorifique de docteur en sciences médicales de l’Université Brown Toujours en 2022 ; élu à l’Académie nationale de médecine des États-Unis (NAM);
- 2021: doctorat honorifique en sciences de l’École de santé publique de l’Université de Makerere en Ouganda;
- 2013: doctorat honorifique de Nelson Mandela Metropolitan University[6],[7]de Port Elizabeth, en Afrique du Sud.